# Sultanpur (dystrykt)
Sultanpur (dystrykt) – jest to dystrykt w stanie Uttar Pradesh w północnych Indiach. Stolicą tego dystryktu jest Sultanpur.